# Municipio de Easter
El municipio de Easter (en inglés: Easter Township) es un municipio ubicado en el condado de Roberts en el estado estadounidense de Dakota del Sur. En el año 2010 tenía una población de 152 habitantes y una densidad poblacional de 1,73 personas por km².

## Geografía
El municipio de Easter se encuentra ubicado en las coordenadas 45°36′11″N 96°55′8″O / 45.60306, -96.91889. Según la Oficina del Censo de los Estados Unidos, el municipio tiene una superficie total de 87.87 km², de la cual 86,42 km² corresponden a tierra firme y (1,65 %) 1,45 km² es agua.

## Demografía
Según el censo de 2010, había 152 personas residiendo en el municipio de Easter. La densidad de población era de 1,73 hab./km². De los 152 habitantes, el municipio de Easter estaba compuesto por el 61,84 % blancos, el 34,21 % eran amerindios y el 3,95 % eran de una mezcla de razas. Del total de la población el 0,66 % eran hispanos o latinos de cualquier raza.